# Blangy-Tronville Communal Cemetery
Blangy-Tronville Communal Cemetery is een begraafplaats gelegen in de Franse plaats Blangy-Tronville (Somme). De militaire graven worden onderhouden door de Commonwealth War Graves Commission.
De begraafplaats telt 43 geïdentificeerde graven waarvan 42 Gemenebest graven uit de Eerste Wereldoorlog en een overig graf uit de Eerste Wereldoorlog.